# Gino Pivatelli
Gino Pivatelli (ur. 27 marca 1933 w Sanguinetto) – były włoski piłkarz grający na pozycji napastnika.
W reprezentacji Włoch w latach 1953–1957 rozegrał 7 meczów i strzelił 2 gole. Był rezerwowym na mistrzostwach świata 1954.

## Sukcesy piłkarskie
- Mistrzostwo Włoch (1962)
- Zwycięstwo w Pucharze Klubowych Mistrzów Europy (1963)